# Primeira embaixada do Japão na Europa

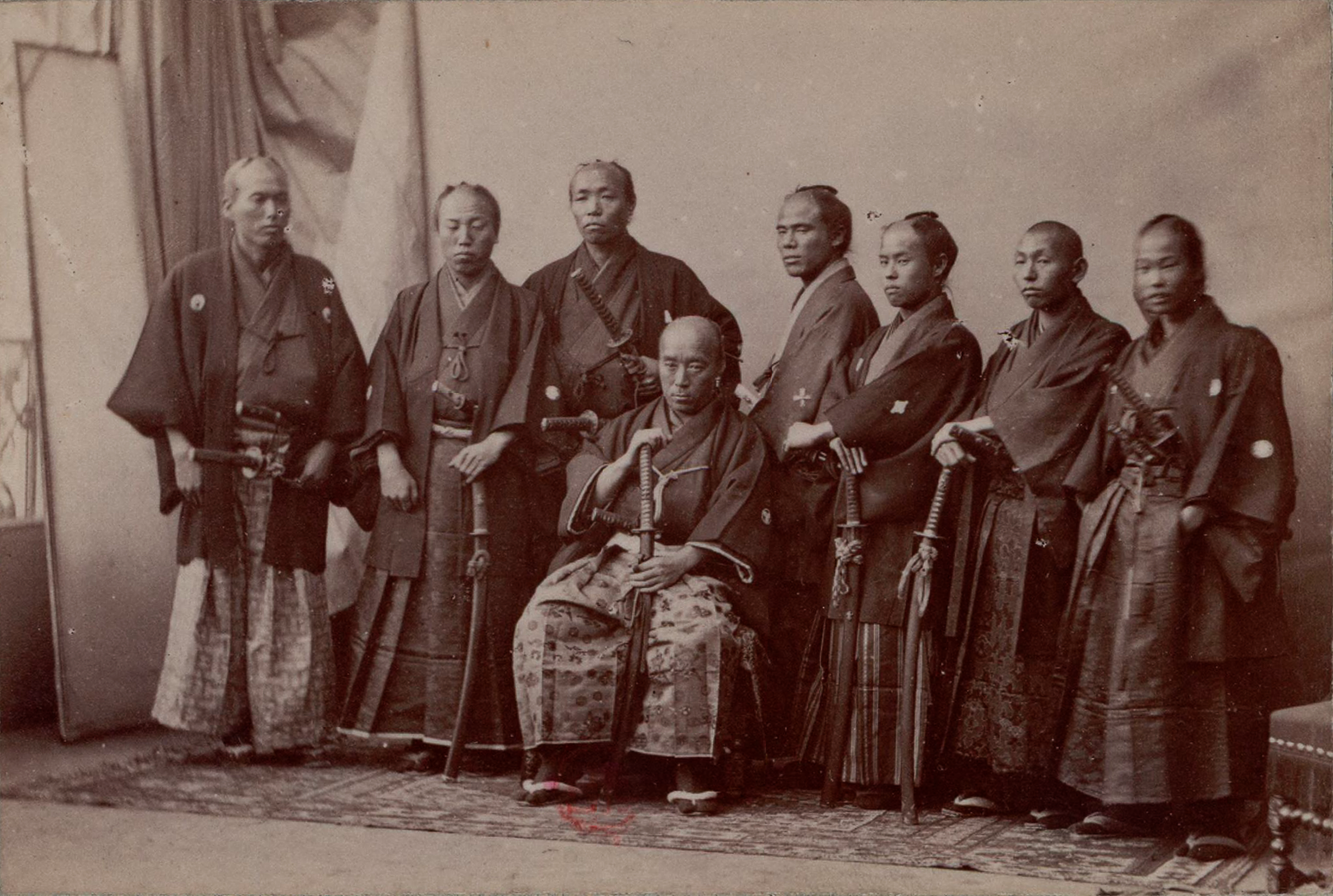
Membros da primeira embaixada do Japão na Europa, em 1862, em volta de Shibata Sadataro, líder da missão (sentado).

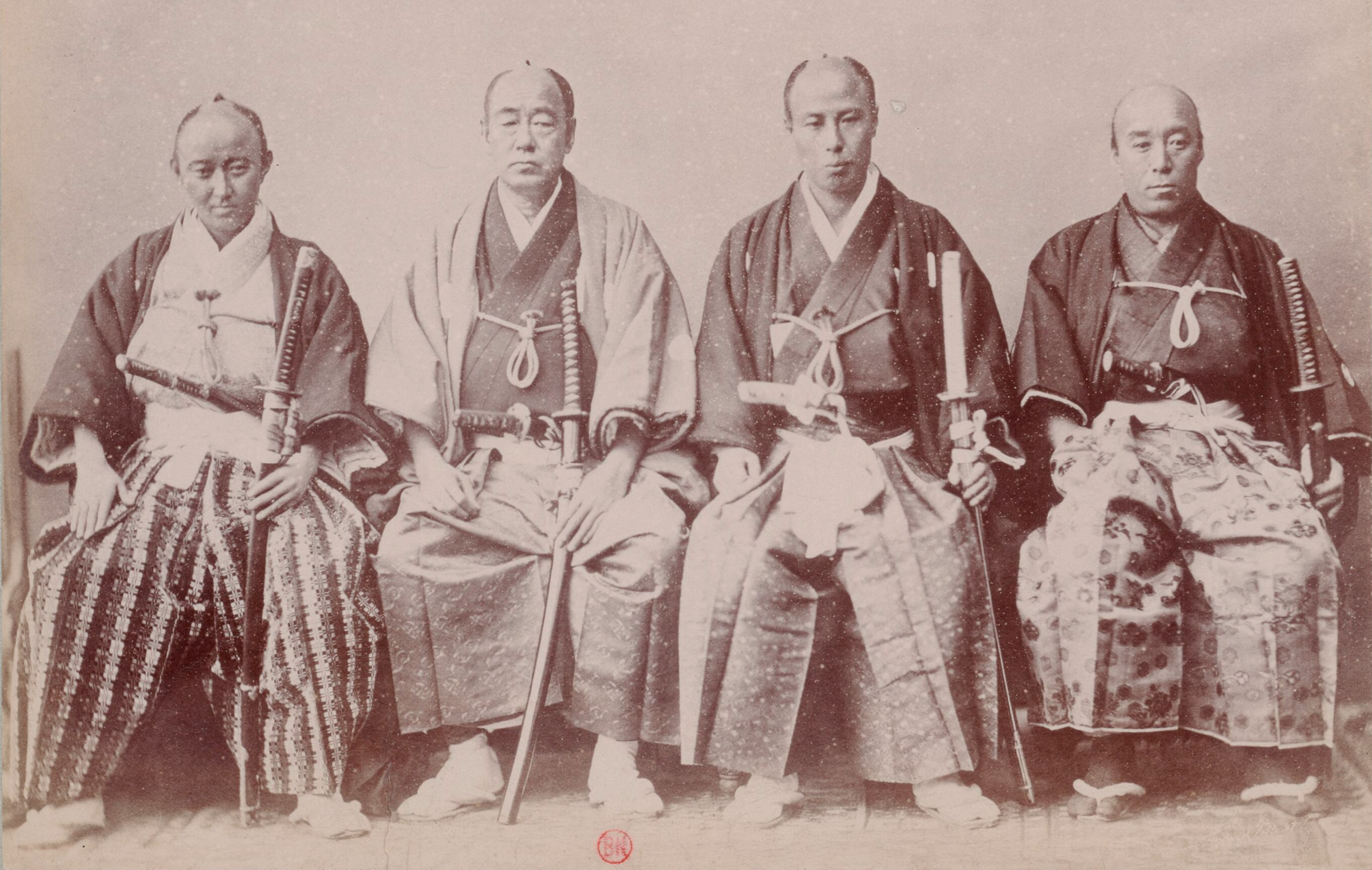
Membros superiores da embaixada.

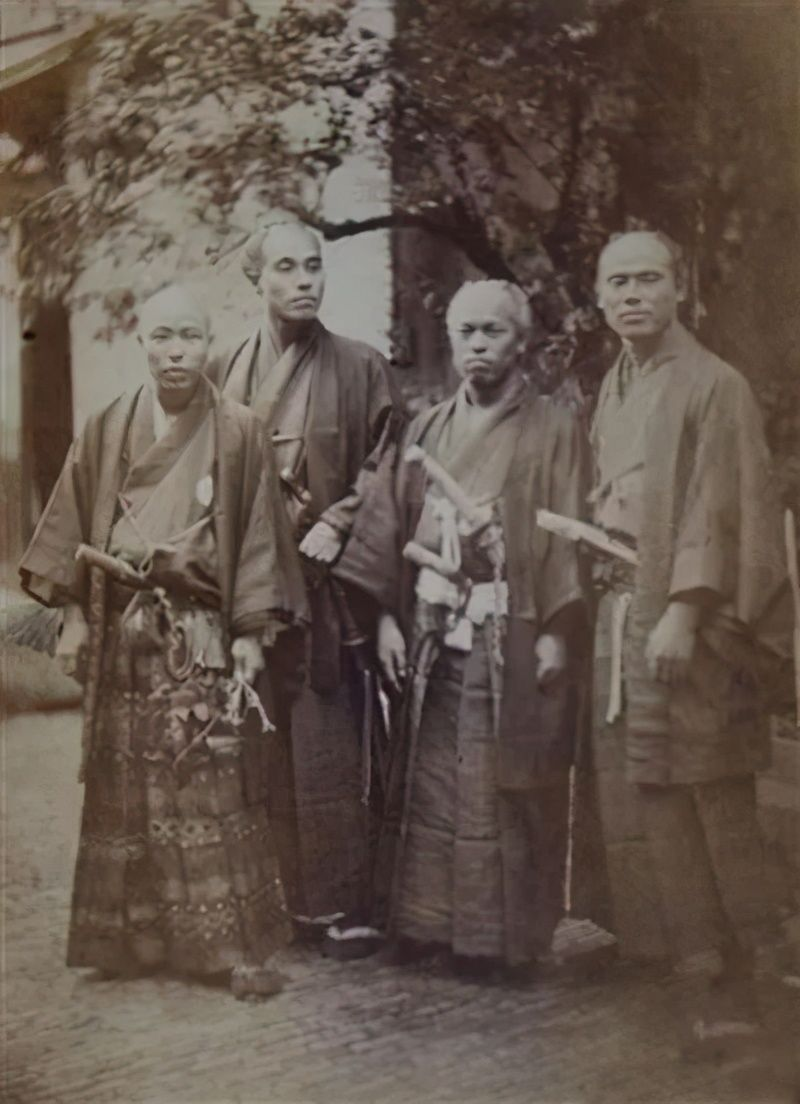
Membros da embaixada em Utrecht. O segundo é Fukuzawa Yukichi, da esquerda.

A Primeira embaixada do Japão na Europa (Japonês: 第１回遣欧使節, também開市開港延期交渉使節団) foi enviada à Europa pelo xogunato Tokugawa em 1862. O líder da missão foi Takenouchi Yasunori, governador da província de Shimotsuke (atual prefeitura de Tochigi). O chefe do quadro pessoal da missão era Shibata Sadataro. Fukuzawa Yukichi foi um dos membros da missão, atuando como um dos dois tradutores. A missão totalizava 40 homens.

## Itinerário
A missão foi enviada para aprender sobre a civilização ocidental, ratificar tratados e adiar a abertura das cidades e portos ao comércio externo. Negociações foram feitas na França, Reino Unido, Países Baixos, Prússia, Rússia e Portugal. Durou quase um ano inteiro tendo os membros da missão sido extensivamente fotografados por Félix Nadar.
Em Londres, a missão visitou a Exposição Internacional de 1862. Cinco anos depois, o Japão participaria formalmente da Exposição Universal de 1867 em Paris.
A missão foi concluída pelo Protocolo de Londres, assinado em 6 de junho de 1862, que reconheceu que o Japão precisaria de tempo para "superar a oposição agora existente" (referindo-se aos sentimentos xenofóbicos da população e da corte imperial), e aceitou adiar a abertura de Osaka, Hyogo, Edo e Niigata por cinco anos, para 1 de janeiro de 1868. Este protocolo segue-se à assinatura dos tratados Ansei que regulavam as relações comerciais do Japão com os Estados Unidos da América e várias potências europeias, e será neste contexto que Portugal e o Japão assinaram em Edo a Declaração entre Portugal e o Japão, que tornará aplicáveis a Portugal os anteriores tratados de Convenção e Tarifas.   
Apesar de desconhecido pelos oficiais japoneses na época, Hasekura Tsunenaga os precedeu em mais de 200 anos como primeiro emissário japonês na Europa.